# استفانی آنتونینی
استفانی آنتونینی (انگلیسی: Stefania Antonini؛ زادهٔ ۱۰ اکتبر ۱۹۷۰) بازیکن فوتبال اهل ایتالیا است.
وی همچنین در تیم ملی فوتبال زنان ایتالیا بازی کرده‌است.
وی در مسابقات کشوری و بین‌المللی در مجموع برندهٔ ۱ مدال نقره شده‌است.